# Buněčná linie PC-3

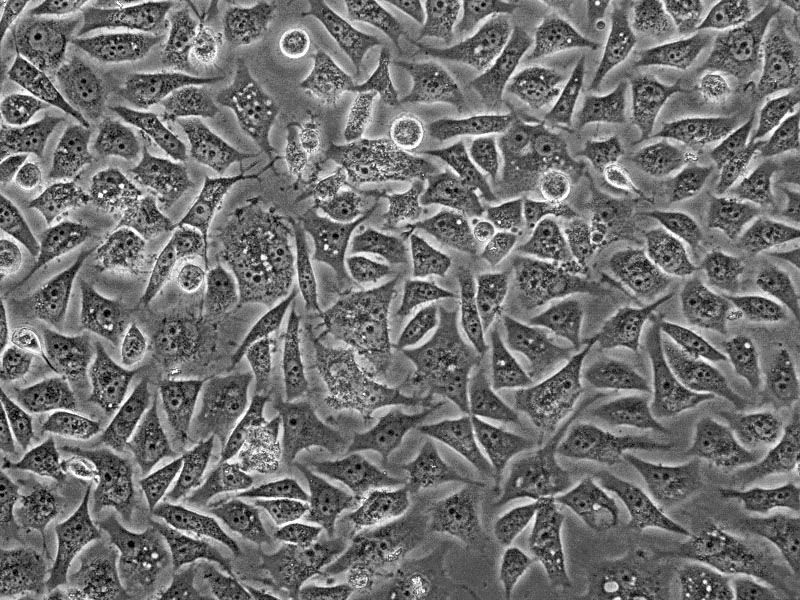
PC3 buňky kultivované v plastovém jamce

Buněčná linie PC-3 (též PC3) je imortalizovaná rakovinná buněčná linie mužského maligního nádoru prostaty. Tato buněčná linie byla poprvé izolována v roce 1979 z metastatické kostní tkáně, dárcem byl 62letý muž. V dnešním době je tato buněčná linie používána ke výzkumu rakoviny prostaty a k vývoji nových chemoterapeutik proti tomuto onemocnění  nebo k výzkumu virových infekcí savčích buněk a jejich imunitních odpovědi . 

## Charakteristika
PC3 jsou aneuploidní buňky o průměru 15,1 ± 2,6 μm s modálním počtem chromozomů 58. 
Buňky PC3 mají velmi vysoký metastatický potenciál vůči jiným buňkám rakoviny prostaty (například LNCaP, kde vytváří metastatickou tkáň v supraklavikulární uzlině nebo zatímco DU145 metastazuje v mozku).Tato  buněčná linie má nízkou aktivitu testosteron-5-alfa reduktasy a kyselé fosfatasy a mají potlačenou expresi prostatického specifického antigenu (PSA), což je činí vhodným hostitelem pro transfekci.
Velmi klíčovou vlastností této buněčné linie je, že nejsou závislé na androgenech, tedy nejsou schopné mít buněčnou odpověď na androgeny, glukokortikoidy nebo fibroblastové růstové faktory, ale místo toho mají buněčnou odpověď na epidermální růstové faktory.

## Kultivace
PC3 jsou adherentní buňky s generační dobou přibližně 33 hodin. Mohou být kultivovány in vitro v médiu RPMI-1640 s přídavkem 10% FBS (Fetal bovine serum) a 1% směsného antibiotiku (penicilin a streptomycin). Buňky jsou kultivovány při 37°C ve atmosféře 5% CO2 v inkubátoru. 